# Chapelle Notre-Dame des Fougères
Pour les articles homonymes, voir Chapelle Notre-Dame.
La chapelle Notre-Dame des Fougères est un édifice religieux catholique du XXe siècle à Avon (Seine-et-Marne), en France.

## Situation et accès
La chapelle est située au no 38 de l'avenue du Général-de-Gaulle, dans le quartier des Fougères, à Avon, et plus largement au sud-ouest du département de Seine-et-Marne.

## Historique
Le projet initial, qui prend naissance en 1958, visait la création d'une chapelle dédiée à Jeanne d'Arc. En 1964, on bâtit une chapelle provisoire : il s'agit essentiellement d'un hangar. La chapelle définitive, sous le vocable de Notre-Dame, est construite en 1968 et inaugurée le 17 novembre 1968 en présence de l'évêque de Meaux, André Ménager.

## Structure

### Extérieur
L'édifice évolue sur un seul niveau. Ses façades sont percées de petites ouvertures en carré, de taille différente. Un clocher à quatre faces se dresse sur le côté est.